# 矩阵的平方根
在数学中，矩阵的平方根是算术中的平方根概念的推广。对一个矩阵A，如果矩阵B满足
{\displaystyle B\cdot B=A}
那么矩阵B就是A的一个平方根。

## 计算
与算术中的平方根概念不同，矩阵的平方根不一定只有两个。然而依照矩阵平方根的概念以及矩阵乘法的定义，只有方块矩阵才有平方根。

### 对角化算法
如果矩阵的系数域是代数闭域，比如说复数域{\displaystyle \mathbb {C} }的时候，对于一个对角矩阵，其平方根是很容易求得的。只需要将对角线上的每一个元素都换成它的平方根就可以了。这种思路可以推广到一般的可对角化矩阵。一个所谓的可对角化矩阵A是指可以通过相似变换成为对角矩阵D的矩阵：
{\displaystyle \exists P,\quad A=PDP^{-1}}
其中的矩阵P是可逆的矩阵。在这种情况之下，假设矩阵D的形式是：
{\displaystyle D={\begin{bmatrix}d_{1}&0&0&\cdots &0\\0&d_{2}&0&\cdots &0\\\vdots &0&\ddots &0&\vdots \\0&\cdots &0&d_{n-1}&0\\0&\cdots &0&0&d_{n}\end{bmatrix}}}
那么矩阵A的平方根就是：
{\displaystyle A^{\frac {1}{2}}=PD^{\frac {1}{2}}P^{-1}}
其中的{\displaystyle D^{\frac {1}{2}}}是：
{\displaystyle D^{\frac {1}{2}}={\begin{bmatrix}{\sqrt {d_{1}}}&0&0&\cdots &0\\0&{\sqrt {d_{2}}}&0&\cdots &0\\\vdots &0&\ddots &0&\vdots \\0&\cdots &0&{\sqrt {d_{n-1}}}&0\\0&\cdots &0&0&{\sqrt {d_{n}}}\end{bmatrix}}}

### 丹曼-毕福斯迭代算法
另一种计算矩阵平方根的方法是丹曼-毕福斯迭代算法。在计算一个{\displaystyle n\times n}矩阵A的平方根时，先设矩阵{\displaystyle Y_{0}=A}，{\displaystyle Z_{0}=I_{n}}（{\displaystyle I_{n}}是{\displaystyle n\times n}的单位矩阵）。然后用以下的迭代公式计算矩阵序列{\displaystyle \left(Y_{k}\right)_{k\geqslant 0}}和{\displaystyle \left(Z_{k}\right)_{k\geqslant 0}}：
{\displaystyle Y_{k+1}={\frac {Y_{k}+Z_{k}^{-1}}{2}}}
{\displaystyle Z_{k+1}={\frac {Z_{k}+Y_{k}^{-1}}{2}}}
这样的两个序列将会收敛到两个矩阵{\displaystyle Y}和{\displaystyle Z}上。其中{\displaystyle Y}将会是矩阵的平方根，而{\displaystyle Z}将是{\displaystyle Y}的逆矩阵。